# كأس الاتحاد الكوري الجنوبي 2008
كأس الاتحاد الكوري الجنوبي 2008 (هانغل: FA컵 2008) هو موسم من كأس الاتحاد الكوري الجنوبي. فاز فيه بوهانغ ستيلرز.